# IC 5142
IC 5142 — галактика типу Sc (компактна спіральна галактика) у сузір'ї Індіанець.
Цей об'єкт міститься в оригінальній редакції індексного каталогу.